# The Century Company
The Century Company è una casa editrice statunitense fondata nel 1881 a New York.

## Storia
Originariamente era una sussidiaria della Charles Scribner's Sons chiamata Scribners and Company, ma fu acquistata da Roswell Smith e da lui ribattezzata The Century Company. La rivista che la società aveva pubblicato fino a quel momento, Scribner's Monthly, fu ribattezzata The Century Illustrated Monthly Magazine. La The Century Company è stata anche l'editore della rivista St. Nicholas.
William Morgan Schuster divenne presidente della The Century Company di New York City nel 1915 e mantenne questa posizione fino al 1933.
Nel 1933 la The Century Company si fuse con la D. Appleton & Company, formando la Appleton-Century Company, divenuta poi la Appleton-Century-Crofts.